# 平沢 (秦野市)
平沢（ひらさわ）は神奈川県秦野市の大字。同市の8地区の分類では南地区。

## 地理
小田急小田原線や国道246号線、室川が町内を横断している。南北に長く、北部には平沢工業団地やカルチャーパーク、南部には震生湖などがある。国道246号線沿いにはロードサイド店舗も建ち並ぶ。

### 地価
住宅地の地価は、2023年（令和5年）1月1日の公示地価によれば、平沢字同明1112-4の地点で8万2000円/m2となっている。

## 世帯数と人口
2023年（令和5年）4月1日現在（秦野市発表）の世帯数と人口は以下の通りである。
| 大字 | 世帯数    | 人口    |
| ---- | --------- | ------- |
| 平沢 | 3,542世帯 | 7,867人 |

### 人口の変遷
国勢調査による人口の推移。
| 年                 | 人口  |
| ------------------ | ----- |
| 1995年（平成7年）  | 6,111 |
| 2000年（平成12年） | 6,522 |
| 2005年（平成17年） | 7,225 |
| 2010年（平成22年） | 7,778 |
| 2015年（平成27年） | 7,962 |
| 2020年（令和2年）  | 7,995 |

### 世帯数の変遷
国勢調査による世帯数の推移。
| 年                 | 世帯数 |
| ------------------ | ------ |
| 1995年（平成7年）  | 2,307  |
| 2000年（平成12年） | 2,403  |
| 2005年（平成17年） | 2,669  |
| 2010年（平成22年） | 2,966  |
| 2015年（平成27年） | 2,964  |
| 2020年（令和2年）  | 3,134  |

## 学区
市立小・中学校に通う場合、学区は以下の通りとなる（2021年5月時点）。
| 大字 | 番地                                                   | 小学校             | 中学校             |
| ---- | ------------------------------------------------------ | ------------------ | ------------------ |
| 平沢 | 65～275、382～391-2、394-1～395-1、433～483、498-2以降 | 秦野市立南小学校   | 秦野市立南中学校   |
| 平沢 | 432                                                    | 秦野市立渋沢小学校 | 秦野市立渋沢中学校 |

## 事業所
2021年（令和3年）現在の経済センサス調査による事業所数と従業員数は以下の通りである。
| 大字 | 事業所数  | 従業員数 |
| ---- | --------- | -------- |
| 平沢 | 339事業所 | 4,820人  |

### 事業者数の変遷
経済センサスによる事業所数の推移。
| 年                 | 事業者数 |
| ------------------ | -------- |
| 2016年（平成28年） | 361      |
| 2021年（令和3年）  | 339      |

### 従業員数の変遷
経済センサスによる従業員数の推移。
| 年                 | 従業員数 |
| ------------------ | -------- |
| 2016年（平成28年） | 4,808    |
| 2021年（令和3年）  | 4,820    |

## 交通

### 鉄道
- 小田急小田原線渋沢駅より徒歩約27分
- 小田急小田原線秦野駅より徒歩約30分

### 路線バス
- 小田急小田原線秦野駅より約17分

### 道路
- 国道246号線
- 県道62号線

県道62号線では、街路樹の桜が約6.2kmにわたって植えられており、神奈川県で一番長い桜並木である。そのため「はだの桜みち」と称され案内板などの整備がされた。

## 周辺
- カルチャーパーク（秦野市中央運動公園）
- 震生湖
- JAはだの本所
- MEGAドン・キホーテ秦野店
- ヤオコー秦野店
- ロピア渋沢店
- 湯花楽秦野店
- コベルコマテリアル銅管秦野工場

## その他

### 日本郵便
- 郵便番号 : 257-0015[3]（集配局 : 秦野郵便局[17]）。